# 施利特里希
47°26′32″N 8°06′44″E / 47.442201°N 8.112191°E
施利特里希（德語：Schliterich），是瑞士的山峰，位於該國北部阿爾高州，由塔爾海姆負責管轄，海拔高度523米，該山峰處於自然保護區，山上森林密布。